# Фридонија (Канзас)
Фридонија (енгл. Fredonia) град је у америчкој савезној држави Канзас.

## Демографија
По попису из 2010. године број становника је 2.482, што је 118 (-4,5%) становника мање него 2000. године.
| Група             | 2000.         | 2010.         |
| Белци             | 2.466 (94,8%) | 2.317 (93,4%) |
| Афроамериканци    | 10 (0,4%)     | 3 (0,1%)      |
| Азијати           | 14 (0,5%)     | 11 (0,4%)     |
| Хиспаноамериканци | 65 (2,5%)     | 80 (3,2%)     |
| Укупно            | 2.600         | 2.482         |